# گورکویتس
گورکویتس (به آلمانی: Görkwitz) یک شهر در آلمان است که در زاله-ارلا واقع شده‌است. گورکویتس ۳۲۲ نفر جمعیت دارد.